# 10465 Olkin
10465 Olkin eller 1980 WE5 är en asteroid i huvudbältet som upptäcktes den 29 november 1980 av den amerikanska astronomen Schelte J. Bus vid Siding Spring-observatoriet. Den är uppkallad efter Catherine B. Olkin.
Asteroiden har en diameter på ungefär 21 kilometer.